# Затварање
Затварање или локдаун (енгл. lockdown) јесте безбедносна мера која ограничава слободно кретање људи или интеракцију између њих. 
Државна власт углавном уводи затварање као здравствену меру. Њен циљ је смањење јавног контакта да би се успорило или зауставило ширење заразних болести. Ова мера налаже становништву да остане у својим домовима или на одређеном месту где је ограничен број људи. Током пандемије ковида 19, већина земаља света је активирала меру на националном или локалном нивоу.